# Retrograde
Retrograde er en kortfilm fra 2013 instrueret af Jacob Glogowski, Sebastian Kuonen.

## Handling
Den unge Thomas er plaget af jalousi overfor sin eks-kæreste, Selma. Uden konkret formål vandrer han rastløst rundt i Københavns usle gader, men i takt med at han træder ind i byens underverden, begynder han at ransage sine følelser og søge efter omsorg og kærlighed. Ved et tilfælde støder Thomas ind i Selma, som - måske for at straffe ham - ikke lader til at kunne genkende ham. Alligevel opstår en tilknytning, og den umiddelbare kærlighed mellem Thomas og Selma udrydder ligegyldigheden på gaden.